# Platygaster luteocoxalis
Platygaster luteocoxalis är en stekelart som först beskrevs av Mikhail Vasilievich Kozlov 1966.  Platygaster luteocoxalis ingår i släktet Platygaster och familjen gallmyggesteklar. Arten är reproducerande i Sverige. Inga underarter finns listade i Catalogue of Life.